# Jill Hennessy
Jillian Noel Hennessy (Edmonton, 25 novembre 1968) è un'attrice e cantante canadese, conosciuta soprattutto per le sue interpretazioni nelle serie televisive Law & Order - I due volti della giustizia e Crossing Jordan.

## Biografia
Nasce ad Edmonton, nella provincia canadese di Alberta, il 25 novembre del 1968, figlia di John Paul Hennessy Sr., un rappresentante di generi alimentari canadese di origini irlandesi, francesi, svedesi ed italiane, e di Maxine Hennessy, una segretaria canadese di origini per metà rom-ucraine e per metà austriache. Ha un fratello minore, John Paul Jr., ed una sorella gemella monozigote, Jacqueline, che è giornalista e presentatrice tv. Debutta con la sorella gemella nel 1988 nel film con Jeremy Irons Inseparabili. Negli anni ha preso parte a film come Robocop 3 e Ho sparato a Andy Warhol. Dal 1993 al 1996 interpreta il ruolo dell'assistente procuratore Claire Kincaid nella serie tv Law & Order - I due volti della giustizia, dopo aver lasciato la serie prende parte ai film Molly e Komodo entrambi del 1999, mentre nel 2000 recita in Autumn in New York e nella miniserie televisiva Il processo di Norimberga, nell'anno seguente recita in Ferite mortali con Steven Seagal. Dal 2001 al 2007 interpreta la dottoressa Jordan Cavanaugh nella serie tv Crossing Jordan, ruolo che ha impersonato anche in tre crossover con la serie Las Vegas. Nel 2007 partecipa al film Svalvolati on the road.
Nel 2011 entra a far parte del cast principale della serie televisiva Luck, in cui recita accanto a Dustin Hoffman, Dennis Farina e Nick Nolte.
Era stata anche presa in considerazione per il ruolo di Dana Scully nella serie televisiva X-Files.
Oltre all'inglese, parla italiano, francese, spagnolo e tedesco.
Nel 2009 esce il suo album d'esordio, Ghost in My Head.
Dall'ottobre 2000 è sposata con l'italoamericano Paolo Mastropietro, barista e occasionalmente attore. La coppia ha due figli, nati nel 2003 e nel 2008.

## Filmografia

### Cinema
- Inseparabili (Dead Ringers), regia di David Cronenberg (1988)
- RoboCop 3, regia di Fred Dekker (1993)
- Trip nach Tunis, regia di Peter Goedel (1993)
- Cronisti d'assalto (The Paper), regia di Ron Howard (1994)
- Ho sparato a Andy Warhol (I Shot Andy Warhol), regia di Mary Harron (1996)
- Un sorriso come il tuo (A Smile Like Yours), regia di Keith Samples (1997)
- Testimone involontario (Most Wanted), regia di David Hogan (1997)
- Kiss & Tell, regia di Jordan Alan (1997)
- Dead Broke, regia di Edward Vilga (1998)
- Weekend Getaway, regia di Elizabeth Holder (1998) - corto
- Un prezzo per la libertà (Row Your Boat), regia di Sollace Mitchell (1999)
- Partita col destino (The Florentine), regia di Nick Stagliano (1999)
- Two Ninas, regia di Neil Turitz (1999)
- Molly, regia di John Duigan (1999)
- Chutney Popcorn, regia di Nisha Ganatra (1999)
- Komodo, regia di Michael Lantieri (1999)
- The Acting Class, regia di Jill Hennessy e Elizabeth Holder (2000)
- Autumn in New York, regia di Joan Chen (2000)
- Ferite mortali (Exit Wounds), regia di Andrzej Bartkowiak (2001)
- Love in the Time of Money, regia di Peter Mattei (2002)
- Un sogno impossibile (Pipe Dream), regia di John Walsh (2002)
- Svalvolati on the road (Wild Hogs), regia di Walt Becker (2007)
- Game of Life, regia di Joseph Merhi (2007)
- Lymelife, regia di Derick Martini (2008)
- Small Town Murder Songs, regia di Ed Gass-Donnelly (2010)
- Roadie, regia di Michael Cuesta (2011)
- Dawn Rider, regia di Terry Miles (2012)
- Una corsa per due (If I Had Wings), regia di Allan Harmon (2013)
- Confidential, regia di Katherine Brooks (2016)
- The Other, regia di Rick Bieber (2016)
- Crypto, regia di John Stalberg Jr. (2019)
- Standing Up, Falling Down, regia di Matt Ratner (2019)
- Madame Web, regia di S. J. Clarkson (2024)

### Televisione
- La guerra dei mondi (War of the Worlds) – serie TV, 2 episodi (1988-1990)
- I viaggiatori delle tenebre (The Hitchhiker) – serie TV, 2 episodi (1989)
- Venerdì 13 (Friday the 13th) – serie TV, 4 episodi (1989-1990)
- C.B.C.'s Magic Hour – serie TV, 1 episodio (1990)
- Counterstrike – serie TV, 1 episodio (1990)
- Flying Blind – serie TV, 1 episodio (1992)
- Law & Order - I due volti della giustizia (Law & Order) – serie TV, 68 episodi (1993-1996)
- Homicide (Homicide: Life on the Street) – serie TV, 1 episodio (1996)
- Il processo di Norimberga (Nuremberg), regia di Yves Simoneau – miniserie TV (2000)
- La famiglia Kennedy (Jackie, Ethel, Joan: The Women of Camelot), regia di Larry Shaw – miniserie TV (2001)
- Crossing Jordan – serie TV, 117 episodi (2001-2007)
- Las Vegas – serie TV, 3 episodi (2004-2006)
- Luck – serie TV, 10 episodi (2011-2012)
- Sunshine Sketches of a Little Town, regia di Don McBrearty - film TV (2012)
- Jo – serie TV, 8 episodi (2013)
- The Good Wife – serie TV, 3 episodi (2014)
- Crawford – serie TV, 12 episodi (2018)
- Yellowstone – serie TV, episodio 1x01 (2018)
- Bull – serie TV, 2 episodi (2018)
- City on a Hill – serie TV, 26 episodi (2019-2022)

## Doppiatrici italiane
Nelle versioni in italiano dei suoi film, Jill Hennessy è stata doppiata da:
- Pinella Dragani in Ferite mortali, Crossing Jordan, Las Vegas, Jo
- Cristina Boraschi in Cronisti d'assalto, Molly, Bull
- Laura Boccanera ne La famiglia Kennedy, City on a Hill
- Alessandra Korompay in The Good Wife, The Blacklist
- Claudia Catani in Law & Order - I due volti della giustizia
- Francesca Guadagno in Homicide
- Eleonora De Angelis in RoboCop 3
- Georgia Lepore in Sogno impossibile
- Alessandra Cassioli in Un sorriso come il tuo
- Giuppy Izzo in Testimone involontario
- Irene Di Valmo in Autumn in New York
- Emanuela Rossi in Svalvolati on the road
- Laura Romano ne Il processo di Norimberga
- Barbara Berengo Gardin in Madam Secretary
- Anna Radici in Crypto
- Beatrice Margiotti ne La vendetta del cowboy
- Chiara Colizzi in Luck